# Déodat Roché

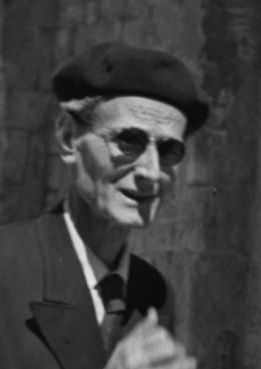

Déodat Roché (Arques, 13 dicembre 1877 – Arques, 12 gennaio 1978) è stato uno storico ed esoterista francese, noto per i suoi studi sul catarismo.

## Biografia
Sin dalla gioventù si occupò di spiritualità e di esoterismo. Dal 1890, studiò con suo padre gli autori occultisti francesi del suo tempo, tra gli altri Fabre d'Olivet, Papus, Édouard Schuré, Paul Sédir, Allan Kardec, Fabre des Essarts, ecc. All'età di 14 anni  scoprì la tragedia che si era svolta nella sua regione: la crociata contro gli Albigesi. Da lì nacque il suo interesse per la storia e la dottrina catara.
Nel 1896 aderì al « Groupe indépendant d'études ésotériques » di Papus e iniziò una corrispondenza con Sédir. Nel 1899 entrò nell'Église gnostique universelle di Jules Doinel, in seno alla quale nel 1901 fu ordinato diacono e nel  1903 diventò vescovo gnostico di Carcassonne, con il nome di « Tau Theodotos », ma dopo poco tempo si distanziò da questa chiesa.  Dopo una laurea in Legge, ne ottenne un'altra in filosofia, con una tesi intitolata: Plotin a-t-il simplifié le système des Valentiniens ?, sostenuta nel 1903.
Quando era ancora studente a Tolosa, nel 1900, col Dr. Louis Sophrone Fugairon, pure membro della Chiesa gnostica, fondò la rivista « Le Réveil des Albigeois », che nel 1901 diventò « La Gnose moderne » e che cessò le pubblicazioni nel 1904. Diventato avvocato nel 1901, poi magistrato nel 1906, prima a Limoux, in seguito a Carcassonne, continuò ad interessarsi alla filosofia, collaborando a riviste e ad associazioni spiritualiste, come  la « Société de culture morale et de recherches psychiques ». A Carcassonne è stato iniziato in Massoneria all'obbedienza del Grande Oriente di Francia, nella loggia massonica "Les Vrais amis réunis", di cui diventerà in seguito il Maestro Venerabile  e della quale resterà membro durante tutta la sua vita. Nel 1923 fu nominato al tribunale di Castelnaudary, di cui fu Vice Presidente nel 1935, poi Presidente nel 1939. La sua carriera di magistrato fu interrotta dal Governo di Vichy a causa della sua appartenenza massonica (ma siccome non era più un membro attivo si prese come pretesto il fatto che si occupasse di storia delle religioni e di spiritismo). Nel 1941 fu dunque radiato dalla magistratura dal governo di Vichy, ma rimase a Béziers fino al 1943, quando fu messo in pensione d'ufficio. Nel 1925 era stato eletto sindaco di Arques, ma nel 1935 si era dimesso; nel 1945, dopo la liberazione, è stato eletto consigliere generale del cantone di Couiza, ma nel 1946 ha definitivamente abbandonato la politica per consacrarsi esclusivamente ai suoi studî sul Catarismo.
Nel 1921 aveva scoperto l'opera di Rudolf Steiner, al quale scrisse nel novembre dello stesso anno e che incontrò poi nel settembre del 1922 a  Dornach e diventò membro della Società antroposofica.
Nell'autunno del 1948 Déodat Roché pubblicò il primo numero della rivista  « Cahiers d'études cathares » e nell'aprile del 1950 fondò la « Société du souvenir et des études cathares », che a partire dal 1956 ha organizzato dei campi estivi di studio del catarismo nella valle del Rialsès, nelle Hautes-Corbières.
Il  21 maggio del 1961 Déodat Roché e la « Société du souvenir et des études cathares » inaugurarono la stele commemorativa che si trova ai piedi  pog di Montségur, con l'iscrizione in lingua occitana: Als Catars, als martirs del pur amor crestian (Ai Catari, ai martiri del puro amore cristiano).
Dal 1996 la casa di  Déodat Roché, situata nel centro del villaggio di Arques, ospita un'esposizione permanente consacrata al catarismo.

## Opere
- Gnose antique et pensée moderne (1904-1906), Cahiers d'études cathares, Société du Souvenir et des Études cathares, Narbonne, n° 93, primavera 1982, p. 5-41.
- Contes et légendes du catharisme, 1949, Éditions des Cahiers d'études cathares, Arques (Aude) ; 2° éd. 1951, 40 p. ; 3° éd. augmentée 1966 79 p.
- Études manichéennes et cathares, 1952, Éditions des Cahiers d'études cathares, 268 p.
  -  Franco De Pascale (a cura di), Studi manichei e catari, collana Il giglio e la rosa, Bologna, Cambiamenti, 2002, ISBN 9788890082306.
- Mission future de la Russie. Mission actuelle de l'Occitanie, Cahiers d'études cathares, 1953, 22 p.
- Catharisme et science spirituelle, Éditions des Cahiers d'études cathares, I, n° 22, 1955, p. 91-108.
- Survivance et immortalité de l'âme. Fantômes des vivants et des morts, vies successives, corps lumineux de résurrection, 1955 ; 2° éd. augmentée 1962, Cahiers d'études cathares, 270 p.
- Évolution individuelle et harmonie sociale, Éditions des Cahiers d'études cathares, conferenza del 1956, 16 pagine.
- Le Catharisme, tomo I, Éditions des Cahiers d'études cathares, Carcassonne, 1957, 225 p. (comprende parti degli Études manichéennes et cathares [1952], una parte del Catharisme [1947], Spiritualité de l'hérésie : le catharisme [1954], come pure diversi  articoli)
- Le Catharisme, tome II, Cahiers d'études cathares, numero fuori serie 1976, 145 p. (comprende des parti del Catharisme, e diverse comunicazioni)
- L'Église romaine et les Cathares albigeois, Éditions des Cahiers d'études cathares, 1957, 206 p. ; 3° éd. augmentée 1969, 327 p.
- Résurgence du manichéisme : Ismaéliens, Cathares, Rose-Croix, "Société du souvenir et des études cathares", 1981, 68 p.
- Saint Augustin et les manichéens de son temps, in Cahiers d'études cathares, printemps 1989, XLe année, n° 121, p. 3-33.